# 古賓 (波蘭)

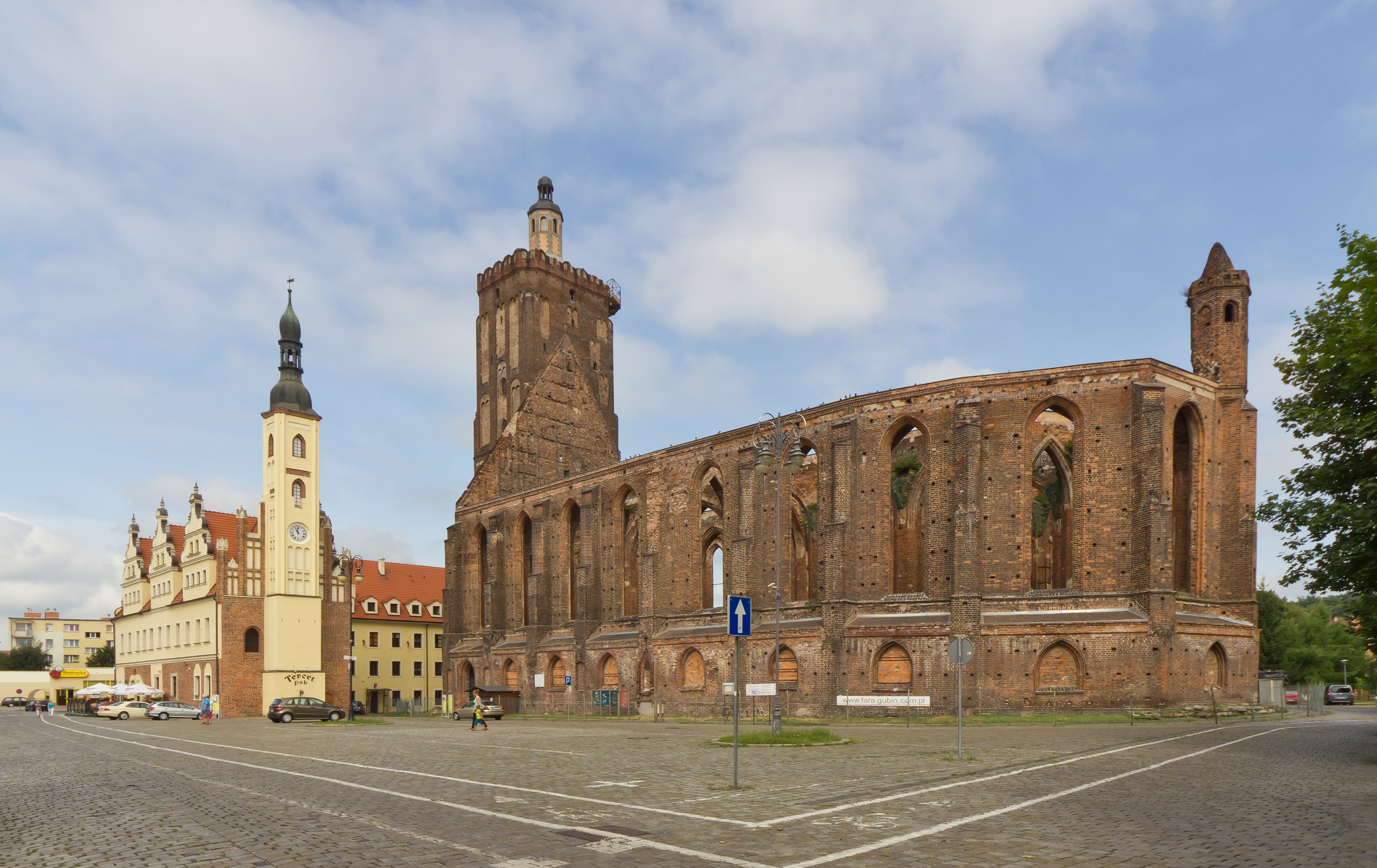

古賓（波蘭語：Gubin）是波蘭的城鎮，位於該國西部，距離與德國接壤的邊境，由盧布斯卡省負責管轄，始建於十三世紀，面積20.68平方公里，2006年人口16,974。

## 外部連結
- Official website （页面存档备份，存于） （波兰語）
- Jewish Community in Gubin （页面存档备份，存于） on Virtual Shtetl

51°57′N 14°43′E / 51.950°N 14.717°E